# La Cigale et la Fourmi (film, 1909)
La Cigale et la Fourmi est un film muet français réalisé par Louis Feuillade sorti en 1909.

## Fiche technique
- Scénario : Louis Feuillade, d'après Ésope et Jean de la Fontaine.
- Date de sortie : 
  - France : décembre 1909

## Distribution
- Renée Carl
- Christiane Mandelys
- Alice Tissot
- Maurice Vinot
- Edmond Bréon